# Alice Jung
Alice Jung (23 de abril de 1982) es una deportista estadounidense que compitió en ciclismo en la modalidad de BMX. Ganó una medalla de bronce en el Campeonato Mundial de Ciclismo BMX de 2004.

## Palmarés internacional
| Campeonato Mundial | Campeonato Mundial          | Campeonato Mundial | Campeonato Mundial |
| Año                | Lugar                       | Medalla            | Competición        |
| ------------------ | --------------------------- | ------------------ | ------------------ |
| 2004               | Valkenswaard (Países Bajos) | Medalla de bronce  | Carrera            |